# Convención Nacional de COPEI de 1987
El III Congreso Presidencial Socialcristiano se realizó entre el 19 y 20 de noviembre de 1987 en el Poliedro de Caracas con motivo de la escogencia del candidato presidencial para las elecciones de diciembre de 1988.

## Contexto
Los candidatos fueron tres: Rafael Caldera, expresidente de la República y aspirante por sexta vez a la primera magistratura, Eduardo Fernández, secretario general de COPEI, y Pedro Pablo Aguilar. Eduardo Fernández era el favorecido para ganar la elección interna, y contó con el asesoramiento del alemán Gerhard Elschner, formaba parte de la denominada generación del 58, es decir, de la generación más joven del partido.
Eduardo Fernández obtuvo un triunfo contundente, al ganar con 5.599 votos (67,4 %). Caldera obtuvo 2.002 votos (24,1 %) y, Pedro Pablo Aguilar 663 votos (7,9 %). El político zuliano Hilarión Cardozo, vocero del derrotado Caldera, declaró tras los resultados: «Reconoce el triunfo de Eduardo Fernández y dice que Rafael Caldera hará un pronunciamiento más tarde, que Copei ha cometido un error histórico, que ese error costará caro».

### Resultados
|  | 67,4 % |

|  | 24,1 % |

|  | 7,9 % |

## Consecuencias
La derrota de Caldera significó una ruptura interna dentro de las filas de COPEI, poco después Caldera anunció que pasaría a la "reserva" de la organización. Durante las elecciones el candidato Eduardo Fernández fue derrotado electoralmente por Carlos Andrés Pérez con el 52.89 % de los votos, si bien es cierto que la candidatura de Fernández obtuvo un buen resultado de 2 955 061 (40.40 %) este a su vez no logró unificar al partido en torno a su figura y para 1993 fue derrotado ante unas primarias abiertas contra Oswaldo Álvarez Paz por la candidatura presidencial de COPEI en ese año.